# Ronald Jenkins
Ronald Stewart Jenkins (* 8. Dezember 1907 in Sutton/Surrey; † 27. Dezember 1975 in London) war ein englischer Ingenieur.

## Leben
Jenkins studierte von 1928 bis 1931 Ingenieurwissenschaften an der City & Guilds School in London. Später arbeitete er mit Oscar Faber zusammen und traf auf Ove Arup. Da dieser seine analytischen Fähigkeiten schätzte, lud Arup Jenkins zur Zusammenarbeit in seiner Firma Arup ein. Jenkins nutzte in besonderer Weise die Methoden der Angewandten Mathematik und Mechanik für den Konstruktiven Ingenieurbau. Zusammen mit Arup entwarf er während des Zweiten Weltkriegs die Mulberry-Häfen. Besondere Arbeiten leistete er auf dem Gebiet der Kugel- und Zylinderschalen sowie des Spannbetonbaus. Er wirkte beispielsweise beim Bau der Schalendächer des Druckhauses der Bank of England (London), der Betonkuppel des Smithfield Market (London) und dem polygonalen Schalendach der Gummifabrik in Brynmawr in Wales. Darüber hinaus wirkte er ebenfalls an den Schalendächern des Opernhauses von Sydney mit.